# Daniela Sabatino
Daniela Sabatino (Agnone, 26 giugno 1985) è una calciatrice italiana, attaccante del Sassuolo.
Giocatrice particolarmente prolifica, in carriera ha conquistato per due volte il vertice della classifica dei cannonieri della Serie A arrivando comunque alla doppia cifra per 16 campionati consecutivi, ovvero tutti, tranne la sua prima stagione, in cui ha giocato nella massima divisione del calcio femminile italiano. Ha inoltre inanellato, soprattutto con la maglia del Brescia, una serie di trofei vincendo, fino alla stagione 2021-2022, due scudetti, quattro Coppe Italia e quattro Supercoppe.

## Biografia
Nata in Molise, cresce a Castelguidone, in Abruzzo.
È stata soprannominata Alta Tensione dai tifosi del Brescia.

## Carriera

### Club

#### Gli inizi
Cresciuta nelle file del Campobasso, con cui esordisce in Serie B, approda in massima serie nel 2000 a soli 15 anni con l'Autolelli Picenum. Segna il suo primo gol in Serie A il 28 ottobre del 2000 contro l'ACF Milan. L'anno successivo passa all'Isernia dove vince il campionato di Serie B segnando anche 18 gol, per poi passare al Casalnuovo in Serie A2. Con il fallimento della società napoletana, torna in Molise nel Monti del Matese Bojano (nata dalla fusione del Bojano con l'Isernia), dove conquista una doppia promozione dalla Serie B alla Serie A, vincendo anche il titolo di cannoniere con 28 reti in 22 gare. Tuttavia, conquistata la massima serie, lascia la squadra molisana accettando la proposta del Rapid Lugano per giocare nel campionato svizzero. Sabatino affronta così il suo primo campionato estero, inserita nella rosa della formazione che è iscritta alla stagione 2005-2006 della Lega Nazionale A, indossando la maglia arancione della società svizzera fino al termine del campionato per poi decidere il suo ritorno in Italia trasferendosi alla Reggiana.

#### L'esplosione con la Reggiana
Con la maglia granata, Sabatino torna a giocare in massima serie dopo sei anni ed esplode subito: in quattro anni, segna 61 reti in 88 gare di campionato, oltre a 26 reti su 26 gare di Coppa Italia, collezionando così con la maglia della Reggiana 114 presenze ed 87 reti in gare ufficiali, conquistando anche la Coppa Italia 2008-2009, battendo ai rigori la corazzata Torres e stabilendo anche un record personale, andando a segno in tutte le gare disputate dalla Reggiana nella competizione.

#### Il passaggio al Brescia

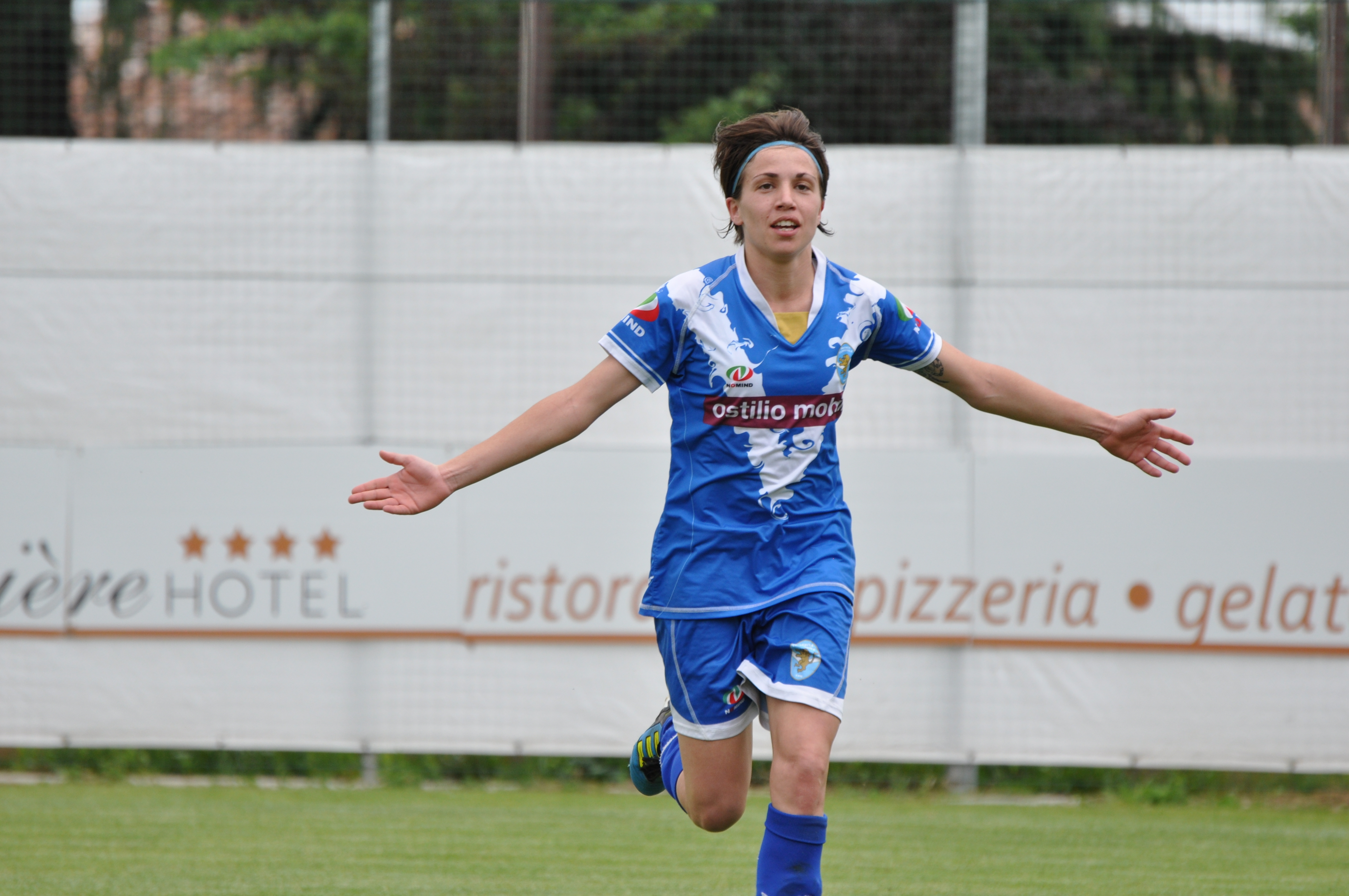
Sabatino mentre esulta dopo aver realizzato una rete (2012).

Il 20 luglio 2010 viene ingaggiata dal Brescia. Al primo anno con le rondinelle, conquista il titolo di capocannoniere della Serie A, ex aequo con Patrizia Panico, mentre al secondo anno conquista la sua seconda Coppa Italia, segnando il gol partita nel 3-2 dopo i supplementari contro il Napoli. Con le Leonesse, raggiunge e supera quota 100 presenze il 20 ottobre 2013 e riceve il premio Rondinella d'oro 2013. L'11 gennaio 2014 segna la rete numero 100 con la maglia del Brescia, la prima nel successo per 3-1 sul campo della Torres, che consente alla società lombarda di titolarsi campione d'inverno, seppur ex aequo con il Graphistudio Tavagnacco. A fine stagione, con le sue 35 reti in 30 partite, contribuisce in modo decisivo alla conquista del primo scudetto del Brescia.

#### Milan e Sassuolo
Dopo otto stagioni al Brescia, nell'estate del 2018 si aggrega alla neonata sezione femminile del Milan, che ha acquistato il titolo sportivo delle leonesse. Sotto la guida tecnica di Carolina Morace, nella stagione 2018-2019 condivide con Lisa Alborghetti la quantità di presenze, 27 totali, non mancando nessun incontro di campionato e di Coppa Italia, confermando la sua propensione offensiva concludendo, con 17 reti in campionato e 2 in Coppa, alle spalle di Valentina Giacinti come maggiore marcatrice della squadra e del campionato di Serie A. Pur con questi risultati la squadra raggiunge il terzo posto in campionato e in Coppa Italia viene eliminata dalla Juventus in semifinale.
Nell'agosto 2019 ha lasciato il Milan dopo una sola stagione, accasandosi al Sassuolo di Gianpiero Piovani, già suo allenatore nell'ultima stagione al Brescia.

#### Fiorentina e ritorno al Sassuolo
Per la stagione 2020-2021 si è accordata con la Fiorentina. Ha giocato in maglia viola per due stagioni e mezza, scendendo in campo in tutte le partite di campionato delle stagioni 2020-21 e 2021-22, collezionando 67 presenze e 44 reti in tutte le competizioni ufficiali disputate. Ha vinto la classifica delle migliori marcatrici della Serie 2021-22 con 15 reti realizzate. Con l'avvento del professionismo nella Serie A femminile, quello di Sabatino è stato uno dei primi due contratti, assieme a quello di Sofia Cantore, depositati preso la FIGC.
A gennaio 2023, ha lasciato la Fiorentina ed è tornata al Sassuolo per giocare la seconda parte della stagione 2022-23. Nel giugno del 2024, ha rinnovato il proprio contratto con il club neroverde per un'altra annata. Nel luglio del 2025, ha prolungato nuovamente il proprio accordo con il Sassuolo.

### Nazionale

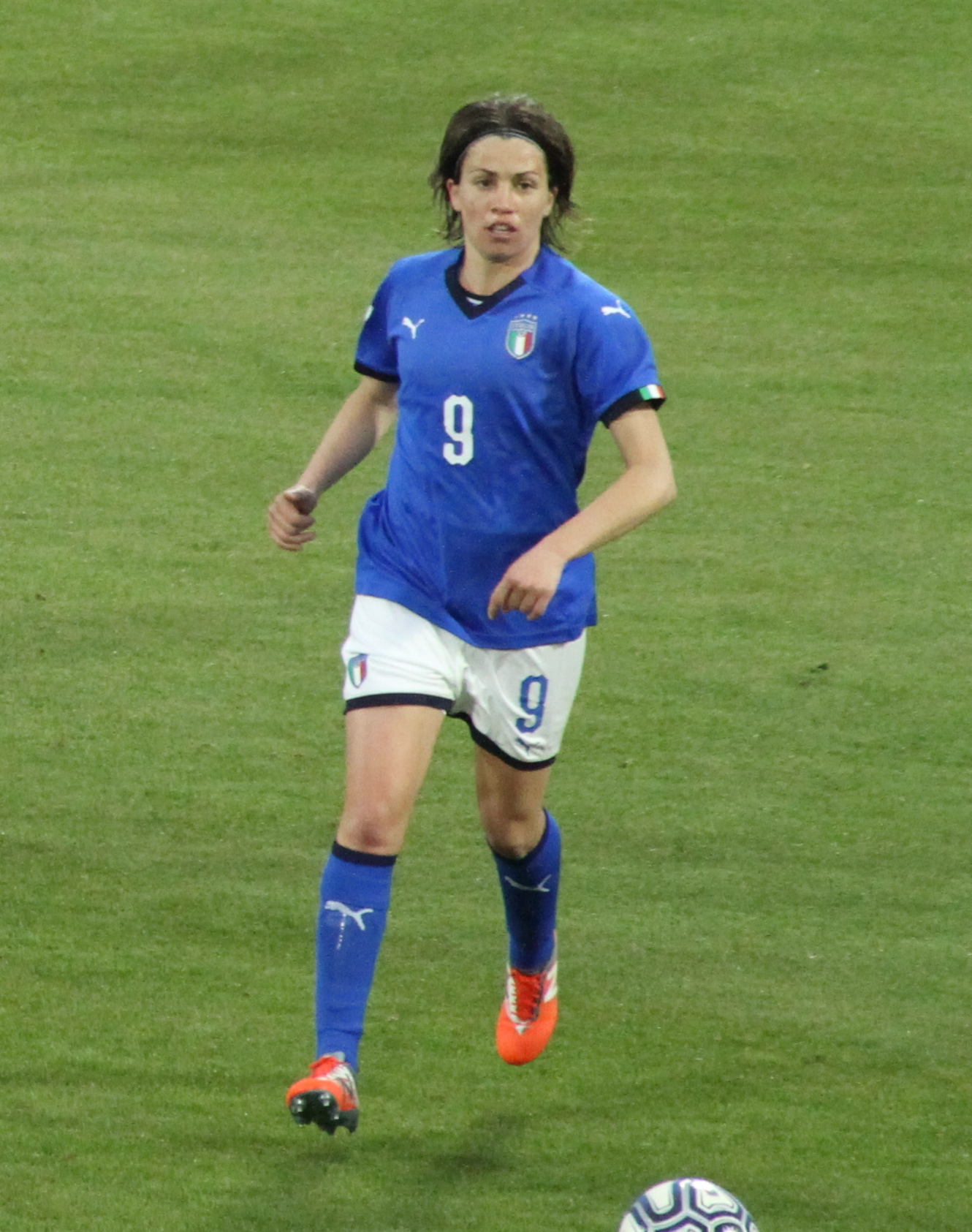
Sabatino in azione nella gara tra e (2-1) valevole per le qualificazioni al Mondiale 2019

Sabatino arriva direttamente alla nazionale maggiore saltando l'iter nelle giovanili, convocata dal nuovo Commissario tecnico Pietro Ghedin, che sostituisce la dimissionaria Carolina Morace, che la fa debuttare il 24 settembre 2005, in occasione del primo incontro per le qualificazioni al Mondiale di Cina 2007, scendendo in campo gli ultimi 5 minuti rilevando Patrizia Panico nell'incontro vinto dall'Italia 3-1 con le avversarie dell'Ucraina. Dopo quella prima esperienza deve aspettare oltre cinque anni prima di indossare nuovamente la maglia azzurra; Ghedin la convoca per l'edizione 2011 della Cyprus Cup, venendo impiegata in due dei quattro incontri disputati dalla sua nazionale che in quell'occasione raggiunge solo una posizione di rincalzo superando per 2-0 la Russia nella finale per il nono posto.
Da allora viene convocata con continuità, chiamata in occasione delle qualificazioni all'Europeo di Svezia 2013, segnando il 22 ottobre 2011 una tripletta nell'incontro di andata vinto per 9-0 sulla Macedonia, prime marcature in azzurro per Sabatino, ripetendosi nel successivo dicembre in Brasile, al Torneo di Manaus 2011, dove sigla una delle sei reti con cui l'Italia si impone sulle avversarie del Cile.
Con l'avvicendamento della panchina azzurra, con Antonio Cabrini subentrato a Ghedin nel maggio 2012, la fiducia nell'attaccante abruzzese non viene meno; continua ad essere convocata per le qualificazioni a Svezia 2013, impiegata in sette delle dieci partite del gruppo 1 e dove segna alla Macedonia anche nell'incontro di ritorno del 16 giugno 2012. Ottenuta la qualificazione alla fase finale Cabrini, tuttavia, decide di non inserirla nella lista delle 23 giocatrici emessa nel luglio 2013 limitando le sue convocazioni alla Cyprus Cup 2013, dove scende in campo in solo una delle quattro partite dell'Italia, e impiegandola in soli due incontri in tutto il 2014, in occasione delle qualificazioni al Mondiale di Canada 2015, andando a segno ancora contro la Macedonia siglando sei delle reti con cui le Azzurre si impongono per 15-0 nell'incontro del 17 settembre 2014.

## Statistiche

### Presenze e reti nei club
Statistiche aggiornate all'11 maggio 2025.
| Stagione                | Squadra                 | Campionato              | Campionato | Campionato | Coppe nazionali | Coppe nazionali | Coppe nazionali | Coppe internazionali | Coppe internazionali | Coppe internazionali | Altre coppe | Altre coppe | Altre coppe | Totale | Totale |
| Stagione                | Squadra                 | Comp                    | Pres       | Reti       | Comp            | Pres            | Reti            | Comp                 | Pres                 | Reti                 | Comp        | Pres        | Reti        | Pres   | Reti   |
| ----------------------- | ----------------------- | ----------------------- | ---------- | ---------- | --------------- | --------------- | --------------- | -------------------- | -------------------- | -------------------- | ----------- | ----------- | ----------- | ------ | ------ |
| 2000-2001               | Autolelli Picenum       | A                       | 15         | 4          | -               | -               | -               | -                    | -                    | -                    | -           | -           | -           | 15     | 4      |
| 2001-2002               | Isernia Donna           | B                       | 20         | 18         | -               | -               | -               | -                    | -                    | -                    | -           | -           | -           | 20     | 18     |
| 2002-2003               | Sporting Casalnuovo     | A2                      | 22         | 9          | CI              | 2               | 0               | -                    | -                    | -                    | -           | -           | -           | 24     | 9      |
| 2003-2004               | M. Matese Bojano        | B                       | 22         | 28         | CI              | 3               | 0               | -                    | -                    | -                    | -           | -           | -           | 25     | 28     |
| 2004-2005               | M. Matese Bojano        | A2                      | 22         | 16         | CI              | 5               | 4               | -                    | -                    | -                    | -           | -           | -           | 27     | 20     |
| Totale Monti del Matese | Totale Monti del Matese | Totale Monti del Matese | 44         | 44         |                 | 8               | 4               |                      | -                    | -                    | -           | -           | -           | 52     | 48     |
| 2005-2006               | Rapid Lugano            | LNA                     | 21         | 13         | -               | -               | -               | -                    | -                    | -                    | -           | -           | -           | 21     | 13     |
| 2006-2007               | Reggiana                | A                       | 22         | 10         | CI              | 4               | 3               | -                    | -                    | -                    | -           | -           | -           | 26     | 13     |
| 2007-2008               | Reggiana                | A                       | 22         | 14         | CI              | 10              | 10              | -                    | -                    | -                    | -           | -           | -           | 32     | 24     |
| 2008-2009               | Reggiana                | A                       | 22         | 19         | CI              | 6               | 7               | -                    | -                    | -                    | -           | -           | -           | 28     | 26     |
| 2009-2010               | Reggiana                | A                       | 22         | 18         | CI              | 6               | 6               | -                    | -                    | -                    | -           | -           | -           | 28     | 24     |
| Totale Reggiana         | Totale Reggiana         | Totale Reggiana         | 88         | 61         |                 | 26              | 26              |                      | -                    | -                    | -           | -           | -           | 114    | 87     |
| 2010-2011               | Brescia                 | A                       | 26         | 25         | CI              | 4               | 1               | -                    | -                    | -                    | -           | -           | -           | 30     | 26     |
| 2011-2012               | Brescia                 | A                       | 26         | 22         | CI              | 6               | 8               | -                    | -                    | -                    | -           | -           | -           | 32     | 30     |
| 2012-2013               | Brescia                 | A                       | 30         | 29         | CI              | 2               | 1               | -                    | -                    | -                    | SI          | 1           | 0           | 33     | 30     |
| 2013-2014               | Brescia                 | A                       | 30         | 35         | CI              | 2               | 2               | -                    | -                    | -                    | -           | -           | -           | 32     | 37     |
| 2014-2015               | Brescia                 | A                       | 22         | 22         | CI              | 4               | 6               | UWCL                 | 2                    | 0                    | SI          | 1           | 1           | 29     | 29     |
| 2015-2016               | Brescia                 | A                       | 22         | 17         | CI              | 3               | 4               | UWCL                 | 6                    | 1                    | SI          | 1           | 0           | 31     | 22     |
| 2016-2017               | Brescia                 | A                       | 21         | 11         | CI              | 1               | 2               | UWCL                 | 4                    | 2                    | SI          | 1           | 2           | 27     | 11     |
| 2017-2018               | Brescia                 | A                       | 22+1       | 10         | CI              | 7               | 5               | UWCL                 | 4                    | 0                    | SI          | 1           | 1           | 35     | 16     |
| Totale Brescia          | Totale Brescia          | Totale Brescia          | 200        | 171        |                 | 29              | 29              |                      | 16                   | 3                    |             | 5           | 4           | 250    | 207    |
| 2018-2019               | Milan                   | A                       | 22         | 17         | CI              | 5               | 3               |                      | -                    | -                    |             | -           | -           | 27     | 20     |
| 2019-2020               | Sassuolo                | A                       | 16         | 12         | CI              | 2               | 3               |                      | -                    | -                    |             | -           | -           | 18     | 15     |
| 2020-2021               | Fiorentina              | A                       | 22         | 16         | CI              | 4               | 4               | UWCL                 | 4                    | 2                    | SI          | 2           | 0           | 32     | 22     |
| 2021-2022               | Fiorentina              | A                       | 22         | 15         | CI              | 4               | 4               |                      | -                    | -                    |             | -           | -           | 26     | 19     |
| 2022-gen. 2023          | Fiorentina              | A                       | 8          | 1          | CI              | 1               | 0               |                      | -                    | -                    |             | -           | -           | 9      | 1      |
| Totale Fiorentina       | Totale Fiorentina       | Totale Fiorentina       | 52         | 32         |                 | 9               | 8               |                      | 4                    | 2                    |             | 2           | 0           | 67     | 44     |
| gen.-giu. 2023          | Sassuolo                | A                       | 12         | 5          | CI              | -               | -               |                      | -                    | -                    |             | -           | -           | 12     | 5      |
| 2023-2024               | Sassuolo                | A                       | 24         | 7          | CI              | 2               | 0               |                      | -                    | -                    |             | -           | -           | 26     | 7      |
| 2024-2025               | Sassuolo                | A                       | 26         | 7          | CI              | 3               | 0               |                      | -                    | -                    |             | -           | -           | 29     | 7      |
| 2025-2026               | Sassuolo                | A                       | -          | -          | CI              | -               | -               | -                    | -                    | -                    | AWC         | -           | -           | -      | -      |
| Totale Sassuolo         | Totale Sassuolo         | Totale Sassuolo         | 78         | 31         |                 | 5               | 0               |                      | -                    | -                    |             | -           | -           | 83     | 31     |
| Totale carriera         | Totale carriera         | Totale carriera         | 562        | 400        |                 | 86              | 72              |                      | 20                   | 5                    |             | 7           | 4           | 675    | 481    |

### Presenze e reti in Nazionale
| Cronologia completa delle presenze e delle reti in nazionale ― Italia | Cronologia completa delle presenze e delle reti in nazionale ― Italia | Cronologia completa delle presenze e delle reti in nazionale ― Italia | Cronologia completa delle presenze e delle reti in nazionale ― Italia | Cronologia completa delle presenze e delle reti in nazionale ― Italia | Cronologia completa delle presenze e delle reti in nazionale ― Italia | Cronologia completa delle presenze e delle reti in nazionale ― Italia | Cronologia completa delle presenze e delle reti in nazionale ― Italia |
| Data                                                                  | Città                                                                 | In casa                                                               | Risultato                                                             | Ospiti                                                                | Competizione                                                          | Reti                                                                  | Note                                                                  |
| --------------------------------------------------------------------- | --------------------------------------------------------------------- | --------------------------------------------------------------------- | --------------------------------------------------------------------- | --------------------------------------------------------------------- | --------------------------------------------------------------------- | --------------------------------------------------------------------- | --------------------------------------------------------------------- |
| 24-9-2005                                                             | Monza                                                                 | Italia                                                                | 3 – 1                                                                 | Ucraina                                                               | Qual. Mondiali 2007                                                   | -                                                                     | 85’                                                                   |
| 7-3-2011                                                              | Larnaca                                                               | Scozia                                                                | 0 – 0                                                                 | Italia                                                                | Cyprus Cup 2011 - 1º turno                                            | -                                                                     | 70’                                                                   |
| 9-3-2011                                                              | Larnaca                                                               | Russia                                                                | 0 – 2                                                                 | Italia                                                                | Cyprus Cup 2011 - finale 9º/10º posto                                 | -                                                                     | 46’                                                                   |
| 3-6-2011                                                              | Osnabrück                                                             | Germania                                                              | 5 – 0                                                                 | Italia                                                                | Amichevole                                                            | -                                                                     | 63’                                                                   |
| 22-10-2011                                                            | Prilep                                                                | Macedonia                                                             | 0 – 9                                                                 | Italia                                                                | Qual. Euro 2013                                                       | 3                                                                     |                                                                       |
| 26-10-2011                                                            | Treviso                                                               | Italia                                                                | 2 – 0                                                                 | Russia                                                                | Qual. Euro 2013                                                       | -                                                                     | 58’                                                                   |
| 19-11-2011                                                            | Pruszków                                                              | Polonia                                                               | 0 – 5                                                                 | Italia                                                                | Qual. Euro 2013                                                       | -                                                                     | 81’                                                                   |
| 23-11-2011                                                            | Trani                                                                 | Italia                                                                | 2 – 0                                                                 | Grecia                                                                | Qual. Euro 2013                                                       | -                                                                     | 72’                                                                   |
| 15-12-2011                                                            | San Paolo                                                             | Cile                                                                  | 0 – 6                                                                 | Italia                                                                | Torneio Internacional 2011 - 1º turno                                 | 1                                                                     | 74’                                                                   |
| 1-3-2012                                                              | Nicosia                                                               | Italia                                                                | 1 – 2                                                                 | Canada                                                                | Cyprus Cup 2012 - 1º turno                                            | -                                                                     | 78’                                                                   |
| 16-6-2012                                                             | Torino                                                                | Italia                                                                | 9 – 0                                                                 | Macedonia                                                             | Qual. Euro 2013                                                       | 1                                                                     | 56’                                                                   |
| 16-9-2012                                                             | San Benedetto del Tronto                                              | Italia                                                                | 1 – 0                                                                 | Polonia                                                               | Qual. Euro 2013                                                       | -                                                                     | 90’                                                                   |
| 19-9-2012                                                             | Atene                                                                 | Grecia                                                                | 0 – 0                                                                 | Italia                                                                | Qual. Euro 2013                                                       | -                                                                     |                                                                       |
| 8-3-2013                                                              | Larnaca                                                               | Italia                                                                | 0 – 2                                                                 | Nuova Zelanda                                                         | Cyprus Cup 2013 - 1º turno                                            | -                                                                     | 46’                                                                   |
| 13-9-2014                                                             | Vercelli                                                              | Italia                                                                | 4 – 0                                                                 | Estonia                                                               | Qual. Mondiali 2015                                                   | -                                                                     | 62’                                                                   |
| 17-9-2014                                                             | Vercelli                                                              | Italia                                                                | 15 – 0                                                                | Macedonia                                                             | Qual. Mondiali 2015                                                   | 6                                                                     |                                                                       |
| 4-3-2015                                                              | Nicosia                                                               | Corea del Sud                                                         | 1 – 2                                                                 | Italia                                                                | Cyprus Cup 2015 - 1º turno                                            | -                                                                     | 64’                                                                   |
| 6-3-2015                                                              | Larnaca                                                               | Italia                                                                | 3 – 2                                                                 | Scozia                                                                | Cyprus Cup 2015 - 1º turno                                            | -                                                                     |                                                                       |
| 18-9-2015                                                             | La Spezia                                                             | Italia                                                                | 6 – 1                                                                 | Georgia                                                               | Qual. Euro 2017                                                       | 1                                                                     | 70’                                                                   |
| 24-10-2015                                                            | Cesena                                                                | Italia                                                                | 0 – 3                                                                 | Svizzera                                                              | Qual. Euro 2017                                                       | -                                                                     | 77’                                                                   |
| 27-10-2015                                                            | Chomutov                                                              | Rep. Ceca                                                             | 0 – 3                                                                 | Italia                                                                | Qual. Euro 2017                                                       | -                                                                     | 70’                                                                   |
| 3-12-2015                                                             | Guiyang                                                               | Cina                                                                  | 1 – 1                                                                 | Italia                                                                | Amichevole                                                            | -                                                                     | 62’                                                                   |
| 6-12-2015                                                             | Qujing                                                                | Cina                                                                  | 2 – 0                                                                 | Italia                                                                | Amichevole                                                            | -                                                                     |                                                                       |
| 2-3-2016                                                              | Dherynia                                                              | Ungheria                                                              | 0 – 2                                                                 | Italia                                                                | Cyprus Cup 2016 - 1º turno                                            | 1                                                                     | 75’                                                                   |
| 4-3-2016                                                              | Larnaca                                                               | Italia                                                                | 1 – 1                                                                 | Irlanda                                                               | Cyprus Cup 2016 - 1º turno                                            | -                                                                     | 46’                                                                   |
| 9-3-2016                                                              | Larnaca                                                               | Italia                                                                | 3 – 1                                                                 | Rep. Ceca                                                             | Cyprus Cup 2016 - finale 3º/4º posto                                  | -                                                                     | 46’                                                                   |
| 12-4-2016                                                             | Reggio Emilia                                                         | Italia                                                                | 3 – 1                                                                 | Irlanda del Nord                                                      | Qual. Euro 2017                                                       | 1                                                                     | 66’                                                                   |
| 7-6-2016                                                              | Gori                                                                  | Georgia                                                               | 0 – 7                                                                 | Italia                                                                | Qual. Euro 2017                                                       | 1                                                                     | 46’                                                                   |
| 16-9-2016                                                             | Lurgan                                                                | Irlanda del Nord                                                      | 0 – 3                                                                 | Italia                                                                | Qual. Euro 2017                                                       | -                                                                     | 67’                                                                   |
| 20-9-2016                                                             | Vercelli                                                              | Italia                                                                | 3 – 0                                                                 | Rep. Ceca                                                             | Qual. Euro 2017                                                       | -                                                                     | 79’                                                                   |
| 3-3-2017                                                              | Larnaca                                                               | Italia                                                                | 1 – 4                                                                 | Belgio                                                                | Cyprus Cup 2017 - 1º turno                                            | 1                                                                     |                                                                       |
| 6-3-2017                                                              | Larnaca                                                               | Italia                                                                | 0 – 6                                                                 | Svizzera                                                              | Cyprus Cup 2017 - 1º turno                                            | -                                                                     |                                                                       |
| 7-4-2017                                                              | Stoke-on-Trent                                                        | Inghilterra                                                           | 1 – 1                                                                 | Italia                                                                | Amichevole                                                            | -                                                                     | 68’                                                                   |
| 21-7-2017                                                             | Tilburg                                                               | Germania                                                              | 2 – 1                                                                 | Italia                                                                | Euro 2017 - 1º turno                                                  | -                                                                     | 84’                                                                   |
| 25-7-2017                                                             | Doetinchem                                                            | Svezia                                                                | 2 – 3                                                                 | Italia                                                                | Euro 2017 - 1º turno                                                  | 2                                                                     | 77’                                                                   |
| 15-9-2017                                                             | La Spezia                                                             | Italia                                                                | 5 – 0                                                                 | Moldavia                                                              | Qual. Mondiali 2019                                                   | 1                                                                     |                                                                       |
| 19-9-2017                                                             | Cluj-Napoca                                                           | Romania                                                               | 0 – 1                                                                 | Italia                                                                | Qual. Mondiali 2019                                                   | -                                                                     | 75’                                                                   |
| 24-10-2017                                                            | Castel di Sangro                                                      | Italia                                                                | 3 – 0                                                                 | Romania                                                               | Qual. Mondiali 2019                                                   | -                                                                     | 84’                                                                   |
| 28-11-2017                                                            | Estoril                                                               | Portogallo                                                            | 0 – 1                                                                 | Italia                                                                | Qual. Mondiali 2019                                                   | 1                                                                     |                                                                       |
| 20-1-2018                                                             | Marsiglia                                                             | Francia                                                               | 1 – 1                                                                 | Italia                                                                | Amichevole                                                            | -                                                                     | 64’                                                                   |
| 28-2-2018                                                             | Larnaca                                                               | Italia                                                                | 3 – 0                                                                 | Svizzera                                                              | Cyprus Cup 2018 - 1º turno                                            | -                                                                     | 63’                                                                   |
| 2-3-2018                                                              | Larnaca                                                               | Galles                                                                | 0 – 3                                                                 | Italia                                                                | Cyprus Cup 2018 - 1º turno                                            | -                                                                     | 46’                                                                   |
| 5-3-2018                                                              | Larnaca                                                               | Finlandia                                                             | 2 – 2                                                                 | Italia                                                                | Cyprus Cup 2018 - 1º turno                                            | -                                                                     | 55’                                                                   |
| 7-3-2018                                                              | Larnaca                                                               | Spagna                                                                | 2 – 0                                                                 | Italia                                                                | Cyprus Cup 2018 - finale 1º/2º posto                                  | -                                                                     | 62’                                                                   |
| 10-4-2018                                                             | Ferrara                                                               | Italia                                                                | 2 – 1                                                                 | Belgio                                                                | Qual. Mondiali 2019                                                   | -                                                                     | 68’                                                                   |
| 8-6-2018                                                              | Firenze                                                               | Italia                                                                | 3 – 0                                                                 | Portogallo                                                            | Qual. Mondiali 2019                                                   | -                                                                     | 60’                                                                   |
| 9-10-2018                                                             | Cremona                                                               | Italia                                                                | 1 – 0                                                                 | Svezia                                                                | Amichevole                                                            | 1                                                                     | 80’                                                                   |
| 10-11-2018                                                            | Osnabrück                                                             | Germania                                                              | 5 – 2                                                                 | Italia                                                                | Amichevole                                                            | 1                                                                     | 71’                                                                   |
| 22-1-2019                                                             | Cesena                                                                | Italia                                                                | 2 – 0                                                                 | Galles                                                                | Amichevole                                                            | -                                                                     | 70’                                                                   |
| 27-2-2019                                                             | Larnaca                                                               | Messico                                                               | 0 – 5                                                                 | Italia                                                                | Cyprus Cup 2019 - 1º turno                                            | -                                                                     | 69’                                                                   |
| 1-3-2019                                                              | Larnaca                                                               | Ungheria                                                              | 0 – 3                                                                 | Italia                                                                | Cyprus Cup 2019 - 1º turno                                            | -                                                                     |                                                                       |
| 4-3-2019                                                              | Larnaca                                                               | Italia                                                                | 4 – 1                                                                 | Thailandia                                                            | Cyprus Cup 2019 - 1º turno                                            | 1                                                                     |                                                                       |
| 6-3-2019                                                              | Larnaca                                                               | Corea del Nord                                                        | 3 – 3 dts (7 - 6 dtr)                                                 | Italia                                                                | Cyprus Cup 2019 - finale 1º/2º posto                                  | 1                                                                     | 58’                                                                   |
| 5-4-2019                                                              | Lublino                                                               | Polonia                                                               | 1 – 1                                                                 | Italia                                                                | Amichevole                                                            | -                                                                     | 62’                                                                   |
| 9-4-2019                                                              | Reggio Emilia                                                         | Italia                                                                | 2 – 1                                                                 | Irlanda                                                               | Amichevole                                                            | 1                                                                     | 76’                                                                   |
| 29-5-2019                                                             | Ferrara                                                               | Italia                                                                | 3 – 1                                                                 | Svizzera                                                              | Amichevole                                                            | 1                                                                     | 53’                                                                   |
| 9-6-2019                                                              | Valenciennes                                                          | Australia                                                             | 1 – 2                                                                 | Italia                                                                | Mondiali 2019 - 1º turno                                              | -                                                                     | 58’                                                                   |
| 14-6-2019                                                             | Reims                                                                 | Giamaica                                                              | 0 – 5                                                                 | Italia                                                                | Mondiali 2019 - 1º turno                                              | -                                                                     |                                                                       |
| 29-6-2019                                                             | Valenciennes                                                          | Italia                                                                | 0 – 2                                                                 | Paesi Bassi                                                           | Mondiali 2019 - Quarti di finale                                      | -                                                                     | 55’ 79’                                                               |
| 3-9-2019                                                              | Tbilisi                                                               | Georgia                                                               | 0 – 1                                                                 | Italia                                                                | Qual. Euro 2022                                                       | -                                                                     | 46’                                                                   |
| 8-10-2019                                                             | Palermo                                                               | Italia                                                                | 2 – 0                                                                 | Bosnia ed Erzegovina                                                  | Qual. Euro 2022                                                       | -                                                                     | 64’                                                                   |
| 8-11-2019                                                             | Benevento                                                             | Italia                                                                | 6 – 0                                                                 | Georgia                                                               | Qual. Euro 2022                                                       | 2                                                                     | 55’                                                                   |
| 12-11-2019                                                            | Castel di Sangro                                                      | Italia                                                                | 5 – 0                                                                 | Malta                                                                 | Qual. Euro 2022                                                       | 1                                                                     | 68’                                                                   |
| 4-3-2020                                                              | Faro                                                                  | Portogallo                                                            | 1 – 2                                                                 | Italia                                                                | Algarve Cup 2020 - Prima fase                                         | -                                                                     | 62’                                                                   |
| 22-9-2020                                                             | Zenica                                                                | Bosnia ed Erzegovina                                                  | 0 – 5                                                                 | Italia                                                                | Qual. Euro 2022                                                       | -                                                                     | 56’                                                                   |
| 24-2-2021                                                             | Firenze                                                               | Italia                                                                | 12 – 0                                                                | Israele                                                               | Qual. Euro 2022                                                       | 2                                                                     | 46’                                                                   |
| 8-4-2022                                                              | Parma                                                                 | Italia                                                                | 7 – 0                                                                 | Lituania                                                              | Qual. Mondiali 2023                                                   | 1                                                                     | 62’                                                                   |
| 12-4-2022                                                             | Thun                                                                  | Svizzera                                                              | 0 – 1                                                                 | Italia                                                                | Qual. Mondiali 2023                                                   | -                                                                     | 76’                                                                   |
| 14-7-2022                                                             | Manchester                                                            | Italia                                                                | 1 – 1                                                                 | Islanda                                                               | Euro 2022 - Fase a gironi                                             | -                                                                     | 85’                                                                   |
| 18-7-2022                                                             | Manchester                                                            | Italia                                                                | 0 – 1                                                                 | Belgio                                                                | Euro 2022 - Fase a gironi                                             | -                                                                     | 80’                                                                   |
| Totale                                                                |                                                                       | Presenze                                                              | 70                                                                    |                                                                       | Reti                                                                  | 32                                                                    |                                                                       |

## Palmarès

### Club
- Campionato italiano: 2

Brescia: 2013-2014, 2015-2016
- Coppa Italia: 4

Reggiana: 2009-2010
Brescia: 2011-2012, 2014-2015, 2015-2016
- Supercoppa italiana: 4

Brescia: 2014, 2015, 2016, 2017
- Campionato di Serie A2: 1

Monti del Matese: 2004-2005
- Campionato di Serie B: 2

Isernia: 2001-2002
Monti del Matese: 2003-2004

### Individuale
- Capocannoniere della Serie B: 1

Monti del Matese: 2003-2004 (28 gol)
- Capocannoniere della Serie A: 2

2010-2011 (25 gol, ex aequo con Patrizia Panico), 2021-2022 (15 gol)
- Gran Galà del calcio AIC: 1

Squadra dell'anno: 2020
- Miglior attaccante della Serie A: 1

2021-2022